# HD 126386
HD 126386，又名CD-41 8757，SAO 224923、HR 5398，是一颗恒星，视星等为6.32，位于銀經321.06，銀緯17.19，其B1900.0坐标为赤經14h 19m 56.5s，赤緯-41° 17.19′ 55″。